# Kiryat Tiv'on

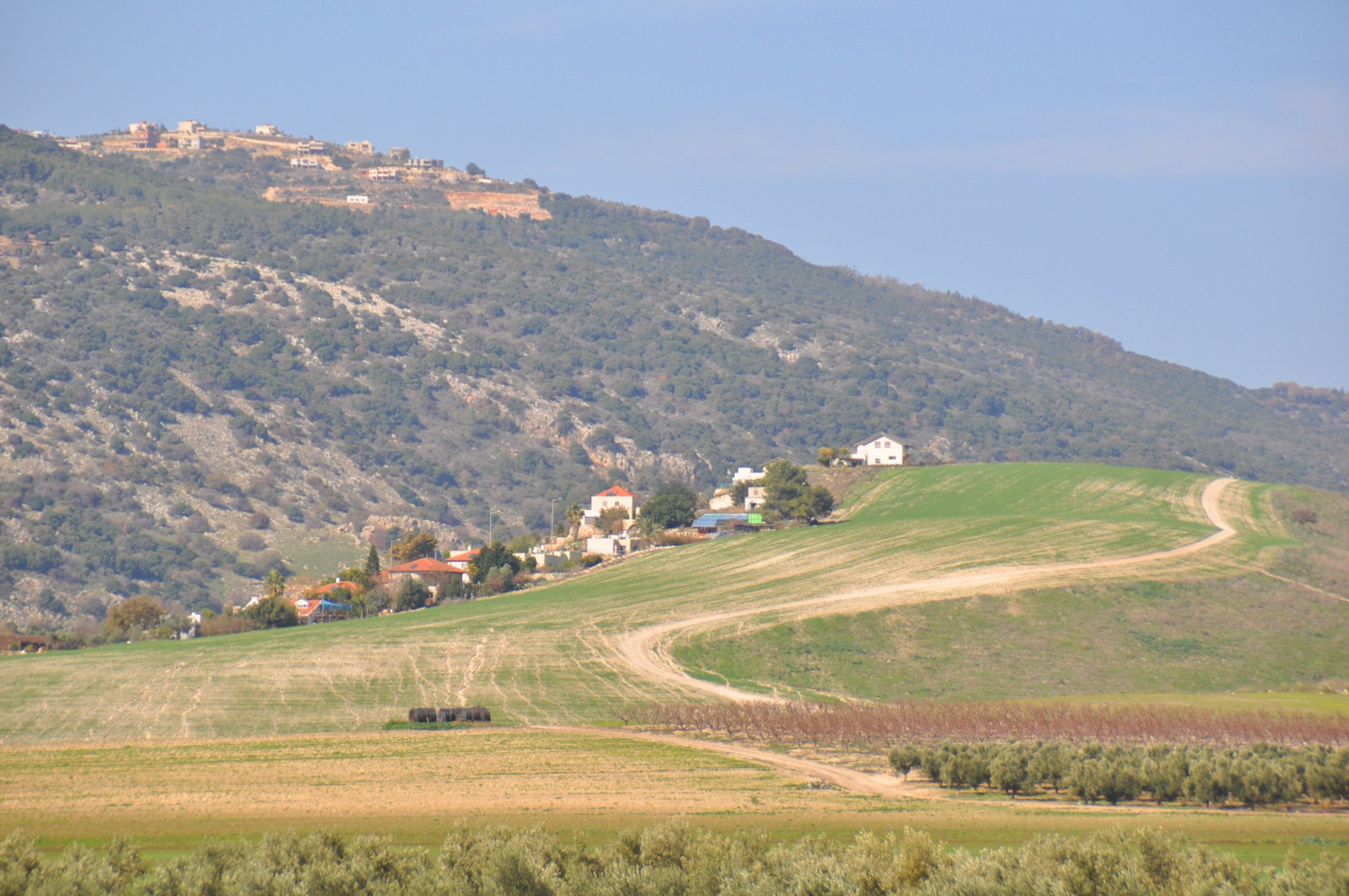
Casas en Kiryat Tivon y Usfiya

Kiryat Tiv'on (en hebreo קרית טבעון) es un Concejo local en el Distrito de Haifa en Israel. Está situado en las colinas entre los valles Zvulun y Jezreel. Se encuentra a 15 km al SE de Haifa en el camino a Nazaret. Según la Oficina Central de Estadísticas de Israel (CBS), en 2010 la ciudad tenía una población de 16.600 habitantes.  In 2022 it had a population of 19,130.